# Andrés Santos
Andrés Santos (Quilmes, 7 dicembre 1988) è un ex giocatore di calcio a 5 argentino.

## Carriera

### Club
Laterale dinamico, abile in entrambe le fasi, Santos cresce nel settore giovanile dell'Arsenal Sarandí, con cui debutta non ancora maggiorenne in prima squadra. A metà della stagione 2007 si trasferisce al Boca Juniors; proprio degli xeneizes diventerà un giocatore simbolo, militandovi per 12 campionati e mezzo. Nel gennaio del 2020 si trasferisce al Ribera Navarra ma, dopo appena sei mesi, lascia la Spagna per accordarsi con la formazione italiana del C.M.B..

### Nazionale
Nonostante l'esordio precoce nella Nazionale maschile di calcio a 5 dell'Argentina, Santos dovrà attendere la Coppa del Mondo 2021 per disputare un torneo internazionale.

## Palmarès
- Campionato argentino: 7
Boca Juniors: 2011 (C), 2012 (A), 2013 (A), 2013 (C), 2014 (A), 2014 (C), 2017

- Coppa Italia: 1
Real San Giuseppe: 2022-23